# (8557) Šaroun
(8557) Šaroun, désignation internationale (8557) Saroun, est un astéroïde de la ceinture principale.

## Description
(8557) Saroun est un astéroïde de la ceinture principale. Il fut découvert le 23 juillet 1995 à l'Observatoire d'Ondřejov par Lenka Šarounová. Il présente une orbite caractérisée par un demi-grand axe de 2,31 UA, une excentricité de 0,14 et une inclinaison de 7,0° par rapport à l'écliptique.

## Compléments